# 管鱗阿氏龍鰧
管鱗阿氏龍鰧為輻鰭魚綱鱸形目南極魚亞目阿氏龍鰧科的其中一種，分布於南極洲東部海域，棲息深度82-801公尺，體長可達15.1公分，為底棲性魚類，屬肉食性，以多毛類、端足類等為食。

## 擴展閱讀
維基物種上的相關：管鱗阿氏龍鰧